# تونی ساووسکی
تونی ساووسکی (مقدونی: Тони Савевски؛ زادهٔ ۱۴ ژوئن ۱۹۶۳) بازیکن سابق یوگسلاو و مربی فوتبال اهل مقدونیه شمالی است.
از باشگاه‌هایی که در آن بازی کرده‌است می‌توان به باشگاه فوتبال آ. ا. ک آتن و باشگاه فوتبال واردار اشاره کرد.
وی همچنین در تیم‌های ملی فوتبال یوگسلاوی و مقدونیه شمالی بازی کرده‌است.